# Noszak

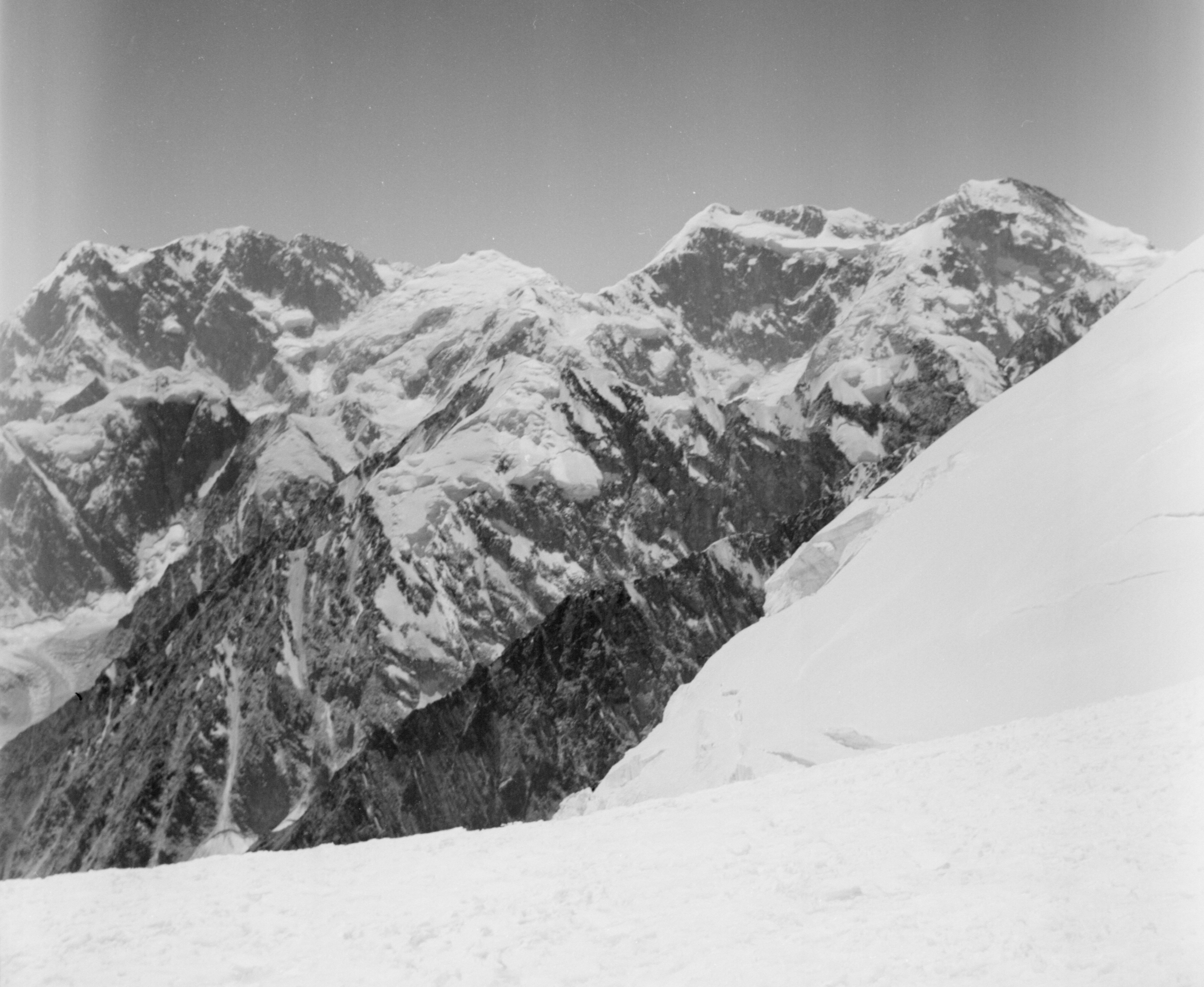
Pierwszy z prawej Noszak, widok z północnego wschodu

Noszak – drugi co do wysokości szczyt w górach Hindukusz (zaraz po Tiricz Mir), który liczy sobie 7492 m. Leży na granicy między Afganistanem a Pakistanem. Jest to najwyższy szczyt Afganistanu.
Noszak zajmuje trwałe miejsce w historii polskiego alpinizmu. To o pierwsze wejście na tę górę toczyli bój Polacy w 1960 roku, to właśnie ten szczyt zdobyli jako pierwsi zimą Andrzej Zawada i Tadeusz Piotrowski, otwierając tym samym erę himalaizmu zimowego. W latach 70. szczyt ten stał się bardzo modny wśród polskich wspinaczy, którzy zdobywali tu doświadczenie wysokogórskie przed wyruszeniem na podbój himalajskich ośmiotysięczników.

## Bezpieczeństwo
Sytuacja zmieniła się diametralnie od rozpoczęcia radzieckiej interwencji w Afganistanie w 1979 r., gdy Afganistan na długie lata pogrążył się w krwawych wojnach i wewnętrznych walkach o władzę. W związku z tym afgańskie góry przez ponad 30 lat pozostawały niedostępne dla działalności alpinistycznej. Nieliczni himalaiści zaglądają tam dopiero od momentu odejścia od władzy talibów po interwencji zbrojnej Stanów Zjednoczonych wraz z sojusznikami.
Strefa przygraniczna z Pakistanem w rejonie Noszaka wciąż pozostaje zaminowana, co jest pozostałością po wojnie domowej między talibami a Sojuszem Północnym w latach dziewięćdziesiątych XX wieku. Do dzisiaj region ten pełen jest min przeciwpiechotnych. Niedaleko Noszaka znajduje się przełęcz Sad Isztrag An, którą jeszcze kilkadziesiąt lat temu ludzie pokonywali, żeby odwiedzić rodziny, handlować lub w poszukiwaniu pracy. Aktualnie nie ma takiej możliwości.
Zaminowana jest również częściowo dolina Kazi Deh, która prowadzi pod Noszak. Z tego powodu talibowie tam raczej nie zaglądają. Na szczęście bezpośrednio pod górą oraz w drodze do bazy, o ile nie zbacza się z wytyczonej kilka lat temu ścieżki, można czuć się bezpiecznie.

## Historia wejść
- 1960.08.17 – wyprawa japońska. Na szczycie stają Toshiaki Sakai i Goro Iwatsuboa (pierwsze wejście).
- 1960.08.27 – wyprawa polska. Na szczycie stają Krzysztof Berbeka, Stanisław Biel, Jerzy Krajski, Stanisław Kuliński, Jan Mostowski, Zbigniew Rubinowski i Stanisław Zierhoffer[1] (drugie wejście).

- 1972 – polska wyprawa kierowana przez Janusza Kurczaba. Przejście południowo-zachodniej ściany (Jan Holnicki-Szulc, Janusz Kurczab i Krzysztof Zdzitowiecki). Na szczycie stają pierwsze Polki: Wanda Rutkiewicz, Ewa Czarniecka-Marczakowa i Alison Chadwick-Onyszkiewicz.
- 1973.02.13 – wyprawa polska. Na szczycie stają Tadeusz Piotrowski i Andrzej Zawada. Było to pierwsze w historii wejście człowieka zimą na szczyt siedmiotysięczny[2]. Do tej pory jest to jedyne zimowe wejście na ten szczyt.

- 1974 – pierwsze wejście czechosłowackie. Na szczycie stanęło 10 wspinaczy: Leonard Divald, Vlado tatarka, Juraj Zaťko, Leopold Páleníček, P. Rajtar, J. Čepel, A. Halás, Rudo Mock, Jozef Oškvarek i Marián Šajnoha[3].
- 1976.07.22 – solowe wejście Krzysztofa Żurka. Samotny marsz z bazy na szczyt zajął jedenaście godzin[4].
- 2011.08.13 – pierwsze polskie wejście od rozpoczęcia radzieckiej inwazji na Afganistan. Na szczycie stają ks. Krzysztof Gardyna i Krzysztof Mularski[5].
- 2018.08.02 – pierwsze solowe wejście od czasu rozpoczęcia radzieckiej interwencji w Afganistanie. Na szczycie staje Łukasz Kocewiak[6].
- 2018.08.10 – międzynarodowa wyprawa zorganizowana przez amerykańską organizację pozarządową dociera na Noszak. Na szczycie stają Vibeke Sefland, Hanifa Yousoufi(inne języki) – pierwsza Afganka, Sandro Gromen-Hayes, Rob Gray[7].
- 2018.08.12 – polskie wejście. Na szczycie stają Adrian Podżorski i Arkadiusz Kania[potrzebny przypis].